# Tribunal de Justícia Europeu
El Tribunal de Justícia Europeu (TEJ), oficialment conegut com el Tribunal de Justícia (francès: Cour de Justice), és el tribunal suprem de la Unió Europea en matèria de dret de la Unió Europea. Com a part del Tribunal de Justícia de la Unió Europea, té la tasca d'interpretar el dret de la UE i de vetllar per la seva igualtat d'aplicació a tots els estats membres de la UE.
El tribunal es va constituir l'any 1952, i té la seu a Luxemburg. Està format per un jutge per estat membre, actualment 28, tot i que normalment sent casos en tres, cinc o 15 jutges. El tribunal ha estat dirigit pel president Koen Lenaerts des del 2015

## Història
El tribunal va ser establert el 1952, pel tractat de París (1951) com a part de la Comunitat Europea del Carbó i de l'Acer. Es va constituir amb set jutges, i permetia representar cadascun dels sis estats membres i ser un nombre senar de jutges en cas d'empat. Es designà un jutge de cada estat membre i el setè seient girava entre els "grans Estats membres" (Alemanya Occidental, França i Itàlia). Es va convertir en una institució de dues comunitats addicionals el 1957 quan es va crear la Comunitat Econòmica Europea (CEE) i la Comunitat Europea de l'Energia Atòmica (Euratom), compartint els mateixos tribunals amb la Comunitat Europea del Carbó i de l'Acer.
El Tractat de Maastricht, ratificat el 1993, va crear la Unió Europea. El nom del jutjat no va canviar a diferència de les altres institucions. El poder del tribunal residia en el pilar comunitari (el primer pilar).

## Visió general
L'TEJ és el màxim tribunal de la Unió Europea en matèria de dret de la Unió, però no de dret nacional. No és possible recórrer contra les decisions dels tribunals nacionals de la TEJ, sinó que els tribunals nacionals remeten qüestions de dret de la UE a la TEJ. Tanmateix, correspon en última instància al tribunal nacional aplicar la interpretació resultant als fets de qualsevol cas. Tot i que, només els tribunals d'apel·lació estan obligats a remetre una qüestió de dret de la UE quan es tracti una. Els tractats atorguen al TEJ el poder d'aplicació coherent del dret de la UE a tota la UE.
El cos judicial està experimentant un fort creixement, com ho testimonia el seu augment continu i els pressupostos. Els tribunals de Luxemburg van rebre més de 1.300 casos quan es van registrar les dades més recents el 2008, un rècord. El pressupost de personal també va assolir un nou màxim de gairebé 238 milions d'euros el 2009, mentre que el 2014 es van pressupostar 350 milions d'euros.
El Tribunal de Justícia està format per 28 jutges assistits per 11 advocats generals (a partir del 10/05/2016). Els jutges i els advocats generals són designats de comú acord dels governs dels estats membres i ocupen el càrrec per un període de sis anys renovable. Els tractats exigeixen que siguin escollits entre experts legals la independència dels quals estigui "fora de dubte" i que posseeixin les qualificacions necessàries per a ser nomenats a les màximes oficines judicials dels seus respectius països o que tinguin una competència reconeguda. El 37% dels jutges tenien experiència a jutjar recursos abans que entressin a la TEJ. A la pràctica, cada estat membre anomena un jutge la candidatura del qual sigui ratificada per tots els altres estats membres.
| #                                                                                 | Termini                                                                     | President                     | Estat              |
| --------------------------------------------------------------------------------- | --------------------------------------------------------------------------- | ----------------------------- | ------------------ |
| 1                                                                                 | 1952–1958                                                                   | Massimo Pilotti               | vora Itàlia        |
| 2                                                                                 | 1958–1964                                                                   | Andreas Matthias Donner       | vora Països Baixos |
| 3                                                                                 | 1964–1967                                                                   | Charles Léon Hammes           | vora Luxemburg     |
| 4                                                                                 | 1967–1976                                                                   | Robert Lecourt                | vora França        |
| 5                                                                                 | 1976–1980                                                                   | Hans Kutscher                 | vora Alemanya      |
| 6                                                                                 | 1980–1984                                                                   | Josse Mertens de Wilmars      | vora Bèlgica       |
| 7                                                                                 | 1984–1988                                                                   | John Mackenzie-Stuart         | vora Regne Unit    |
| 8                                                                                 | 1988–1994                                                                   | Ole Due                       | vora Dinamarca     |
| 9                                                                                 | 1994–2003                                                                   | Gil Carlos Rodríguez Iglesias | vora Espanya       |
| 10                                                                                | 7 d'octubre de 2003 - 6 d'octubre de 2015                                   | Vassilios Skouris             | vora Grècia        |
| 11                                                                                | 8 d'octubre de 2015- titular </br> El termini caduca el 6 d'octubre de 2021 | Koen Lenaerts                 | vora Bèlgica       |
| Font : «The Presidents of the Court of Justice». CVCE. [Consulta: 19 abril 2013]. |                                                                             |                               |                    |

### Vicepresident
El càrrec de vicepresident va ser creat per esmenes a l'Estatut del Tribunal de Justícia el 2012. El vicepresident té la funció d'assistir el president en l'exercici de les seves funcions i ocupar el lloc del president quan se li impedeixi assistir aquest o quan el càrrec de president quedi vacant. El 2012, el jutge Koen Lenaerts de Bèlgica es va convertir en el primer jutge que va exercir les funcions del vicepresident del Tribunal de Justícia. Igual que el president del Tribunal de Justícia, el vicepresident és elegit pels membres del tribunal per un termini de tres anys.
| # | Termini                                                                     | Vicepresident             | Estat        |
| - | --------------------------------------------------------------------------- | ------------------------- | ------------ |
| 1 | 9 d'octubre de 2012 - 6 d'octubre de 2015                                   | Koen Lenaerts             | vora Bèlgica |
| 2 | 8 d'octubre de 2015 - 8 d'octubre de 2018                                   | Antonio Tizzano           | vora Itàlia  |
| 3 | 9 d'octubre de 2018: titular </br> El termini caduca el 6 d'octubre de 2021 | Rosario Silva de Lapuerta | vora Espanya |

### Advocats generals
Els jutges van assistits per onze advocats generals, el nombre dels quals podrà ser incrementat pel Consell si el Tribunal ho sol·licita. Els Advocats Generals són els responsables de presentar una opinió legal sobre els casos que se'ls assignin. Poden interrogar les parts implicades i després opinar sobre una solució legal del cas abans que els jutges ho deliberi i emetin el seu judici. La intenció de tenir els advocats generals adjunts és proporcionar opinions independents i imparcials sobre els casos del Tribunal. A diferència de les sentències del Tribunal, els dictàmens escrits dels Advocats Generals són obres d'un sol autor i, per tant, generalment són més llegibles i tracten els temes legals de manera més comprensiva que el Tribunal, que es limita a les qüestions particulars que hi ha.
Les opinions dels advocats generals són consultives i no vinculen el Tribunal, però són molt influents i se segueixen en la majoria dels casos. En un estudi del 2016, Arrebola i Mauricio van mesurar la influència de l'advocat general sobre les sentències del Tribunal, demostrant que el Tribunal té aproximadament un 67% més de probabilitats de donar un resultat particular si així ho proposa l'advocat general. A partir del 2003, els advocats generals només han de dictar una opinió si el Tribunal considera que el cas planteja un nou punt de dret.
D'acord l'article 255 TFUE, els jutges i els defensors generals designats d'acord pels governs membres de la consulta d'un encarregat de valorar la idoneïtat dels candidats.

### El Secretari
El secretari és l'administrador principal del jutjat. Administren departaments sota l'autoritat del president del Tribunal. El Tribunal també pot designar un o diversos Registradors Adjunts. Ajuden al Tribunal, a les cambres, al president i als jutges en totes les seves funcions oficials. Són els responsables del Registre, així com de la recepció, transmissió i custòdia dels documents i les declaracions inscrites en un registre signat pel president. Guarden els segells i són responsables dels arxius i publicacions del jutjat.
El secretari és el responsable de l'administració del jutjat, la seva gestió financera i els seus comptes. El funcionament del tribunal està en mans de funcionaris i d'altres servidors responsables del Registre sota l'autoritat del president. El jutjat administra la seva pròpia infraestructura; inclou la Direcció de traducció, que a A 2012 ocupava el 44,7% de la plantilla de la institució.

### Cambres
El tribunal està obligat a seure a la sala completa en els casos excepcionals previstos en els tractats. El tribunal també pot decidir seure completament, si es considera que els problemes plantejats tenen una importància excepcional. Sentar-se com a gran cambra és més habitual i pot passar quan un estat membre o una institució de la Unió, que és part de determinats processos, ho sol·liciti, o en casos especialment complexos o importants.
El tribunal actua com a òrgan col·legial: les decisions són les del tribunal més que dels jutges individuals; no es donen opinions minoritàries i, de fet, mai no es suggereix l'existència d'una decisió majoritària en lloc de la unanimitat.

## Jurisdicció i facultats
La idea de la legislació de la Unió Europea és que cada estat membre incorpori al seu dret intern els principis establerts en la legislació de la Unió.  És responsabilitat del Tribunal de Justícia assegurar-se que la llei es compleixi en la interpretació i l'aplicació dels tractats de la Unió Europea i de les disposicions establertes per les institucions comunitàries competents  Per tal que pugui exercir aquesta tasca, el Tribunal té àmplia jurisdicció per escoltar diversos tipus d'accions. El Tribunal té, entre altres coses, competència per pronunciar-se sobre sol·licituds d'anul·lació o accions per falta d'actuació presentades per un Estat membre o una institució, accions contra els Estats membres per incompliment d'obligacions, referències per a una resolució preliminar i recursos contra decisions del Tribunal General.

### Accions per incompliment de les obligacions: procediment d'infracció
En virtut de l'article 258 (ex article 226) del Tractat sobre el funcionament de la Unió Europea, el Tribunal de Justícia pot determinar si un estat membre ha complert les seves obligacions en virtut del dret de la Unió.
Aquesta acció pot ser presentada per la Comissió –com és pràcticament sempre el cas– o per un altre estat membre, tot i que els casos d'aquest tipus són extremadament rars. A partir del 2012, el tribunal només va decidir cinc casos interestatals:
- França v. Regne Unit (cas C-141/78), sentència del 14.10.1979 (ECLI: EU: C: 1979: 225) sobre una mesura de protecció pesquera unilateral britànica, infracció perquè el Regne Unit havia de consultar i sol·licitar l'aprovació de la comissió.
- Bèlgica v. Espanya (cas C-388/95), sentència de 16.05.2000 (ECLI: EU: C: 2000: 244) sobre una regulació espanyola que ordena que s'embotellés el vi a la regió de producció si utilitza la denominació d'origen, sense infracció perquè és una restricció autoritzada i justificable a la lliure circulació de mercaderies
- Espanya v. UK (cas C-145/04), sentència del 12.09.2006 (ECLI: EU: C: 2006: 543) sobre els drets de vot de la Commonwealth a Gibraltar, cap infracció
- Hongria v. Eslovàquia (cas C-364/10), sentència del 16.10.2012 (ECLI: UE: C: 2012: 630): Eslovàquia denega l'entrada al president hongarès, sense cap infracció
- Àustria v. Alemanya (cas C-591/17), sentència del 18.06.2019 (ECLI: EU: C: 2019: 504) sobre la reducció tributària alemanya discriminatòria de l'impost de vehicles de motor; infracció.

L'inici del procediment davant del Tribunal de Justícia va precedit d'un procediment previ realitzat per la Comissió, que permet a l'estat membre l'oportunitat de respondre a les queixes contra ell. El tribunal ha decidit que, si la Comissió Europea no envia la carta formal a l'estat membre infractor, ningú no els pot obligar. Si aquest procediment no dona lloc a la fallida de l'Estat membre, es pot presentar una acció per incompliment del dret de la Unió davant del Tribunal de Justícia.
Si la Cort troba que no s'ha complert una obligació, l'estat membre interessat ha de rescindir l'incompliment sense demora. Si, després de l'inici d'un nou procediment per part de la Comissió, el Tribunal de Justícia troba que l'Estat membre interessat no ha complert la seva sentència, pot sol·licitar, a petició de la Comissió, la imposició a l'Estat membre d'una sanció financera fixa o periòdica.

### Accions per a anul·lació
Mitjançant una acció d'anul·lació en virtut de l'article 263 (ex article 230) del Tractat sobre el funcionament de la Unió Europea, el sol·licitant pot sol·licitar l'anul·lació d'una mesura (reglament, directiva o decisió) adoptada per una institució. El Tribunal de Justícia és competència exclusiva sobre les accions interposades per un Estat membre contra el Parlament Europeu i / o contra el Consell (a part de les mesures del Consell en matèria d'ajuts d'estat, de poder i d'execució) o interposades per una institució comunitària contra una altra. El Tribunal General és competent, en primera instància, en totes les altres accions d'aquest tipus i, en particular, en les accions de persones. El Tribunal de Justícia té la facultat de declarar nul·les les mesures de conformitat amb l'article 264 (ex article 231) del Tractat sobre el funcionament de la Unió Europea.

### Accions per falta d'actuació
En virtut de l'article 265 (ex article 232) del Tractat sobre el funcionament de la Unió Europea, el Tribunal de Justícia i el Tribunal General també poden revisar la legalitat d'una falta d'actuació per part d'una institució de la Unió. Tanmateix, aquesta acció només es pot presentar després que la institució hagi estat cridada a actuar. Quan la falta d'actuació es considera que és il·legal, és responsabilitat de la institució interessada que posi fi al fracàs mitjançant les mesures adequades.

### Sol·licitud d'indemnització basada en responsabilitat extracontractual
En virtut de l'article 268 del Tractat sobre el funcionament de la Unió Europea (i en referència a l'article 340), el Tribunal de Justícia escolta reclamacions d'indemnització basades en responsabilitats no contractuals i normes sobre la responsabilitat de la Comunitat per danys a ciutadans i a les empreses causades per les seves institucions o servidors en l'exercici de les seves funcions.

### Recursos sobre els punts de dret
En virtut de l'article 256 (ex article 225) del Tractat sobre el funcionament de la Unió Europea, el Tribunal de Justícia només pot escoltar recursos sobre sentències dictades pel Tribunal General si el recurs és judicial. Si el recurs és admissible i fonamentat, el Tribunal de Justícia deixa de banda la sentència del Tribunal General. Quan l'estat del procediment ho permeti, el mateix Tribunal pot decidir el cas. En cas contrari, el Tribunal ha de remetre el cas al Tribunal General, que queda obligat per la decisió dictada en apel·lació.